# Лауци срещу Италия
„Лауци срещу Италия“ е съдебен процес в Европейския съд по правата на човека по иск на финландската и италианска гражданка Сойле Лауци срещу правителството на Република Италия във връзка с практиката за поставяне на разпятия в италианските училища.
Според иска на Сойле Лауци от 27 юли 2006 година решението на италианската съдебна система, че в наши дни разпятията не представляват религиозен символ, не съответства на действителността и Италия е в нарушение на Европейската конвенция за правата на човека. На 3 ноември 2009 година първата инстанция на съда взема решение в полза на Лауци, което е обжалвано от Италия. На втора инстанция съдът приема като трети страни по делото 10 държави, сред които и България, група от 33 евродепутати и няколко неправителствени организации. На 18 март 2011 година втората инстанция отменя решението на първата, и макар че признава разпятието за религиозен символ, приема, че то не е средство за индоктринация, нарушаващо Европейската конвенция да правата на човека, тъй като „разпятие на стената е по същество пасивен символ“, който „няма влияние върху учениците, сравнимо с това на дидактична реч или участие в религиозни дейности“.